# Дивне Різдво
«Дивне Різдво» — український комедійний двосерійний телевізійний фільм, який зняв і випустив 2006 року режисер Максим Паперник. Фільм є екранізацією комедії американського драматурга Джона Патріка «Дивна місіс Севідж».

## Зміст
Вдова дуже багатого чоловіка любить добродійність. Вона вважає, що гроші, які їй дісталися, мають служити також і іншим людям. Тому вона обіцяє, що витратить значні кошти, аби на новорічні свята засипати все місто штучним снігом. Адже це стало справжньою бідою для дітей — відсутність снігу протягом останніх років. Малюкам сумно, бо тільки по телевізору вони можуть бачити справжню білосніжну казку. Та дорослі діти покійного чоловіка не поділяють думок мачухи. Вони хочуть усі гроші забрати собі. Відправляють якомога далі з міста Ольгу Миколаївну і беруться нишпорити всюди у пошуках цінних паперів.

## Ролі
| Актор                  | Роль            |
| ---------------------- | --------------- |
| Барбара Брильська      | Ольга Самойлова |
| Богдан Ступка          | доктор Павленко |
| Лія Ахеджакова         | тітка Люся      |
| Ольга Сумська          | Лілія           |
| Володимир Горянський   | Петро           |
| Олександр Гетьманський | Георгій         |
| Ігор Письменний        | Мойсей          |
| Андрій Самінін         | Денис           |
| Леся Власова           | Любаша          |

| Актор              | Роль              |
| ------------------ | ----------------- |
| Ольга Кульчицька   | Надя              |
| Інна Белікова      | Віра              |
| Діма Драч          | Гоша в дитинстві  |
| Владик Іванов      | Петро в дитинстві |
| Іра Шумлековська   | Лілія в дитинстві |
| Олександр Гайштут  | щасливий єврей    |
| Костянтин Костишин | перший директор   |
| Алла Гордієнко     | другий директор   |
| В'ячеслав Стасенко | третій директор   |

## Знімальна група
- Режисер-постановник — Максим Паперник;
- Продюсери — Владислав Ряшин, Олексій Гончаренко;
- Оператор-постановник — Вадим Савицький;
- Автор сценарію — Слава Орещук;
- Композитор — Сергій Косаренко;
- Звукорежисер — Віктор Алфьоров;
- Режисер монтажу — Олександр Стогній;
- Художник по костюмах — Ольга Сеймур;
- Гример — Анна Брустінова.